# غواكانغمي
غواكانغمي (بالإنجليزية: Goicangmai)‏ هي منطقة سكنية تقع في الصين في أزمة التبت والصين. يقدر عدد سكانها بـ
- نسمة .